# Ксаверув-Старий
Ксаверув-Старий (пол. Ksawerów Stary) — село в Польщі, у гміні Стромець Білобжезького повіту Мазовецького воєводства.
Населення — 283 особи (2011).
У 1975-1998 роках село належало до Радомського воєводства.

## Демографія
Демографічна структура станом на 31 березня 2011 року:
|          | Загалом | Допрацездатний вік | Працездатний вік | Постпрацездатний вік |
| -------- | ------- | ------------------ | ---------------- | -------------------- |
| Чоловіки | 148     | 32                 | 100              | 16                   |
| Жінки    | 135     | 27                 | 79               | 29                   |
| Разом    | 283     | 59                 | 179              | 45                   |